# Наби Таджима
Наби Таджима (на японски: 田島ナビ; 4 август 1900 г. – 21 април 2018 г.) е японска свръхдълголетница. Тя е най-възрастният жив човек от 15 септември 2017 г. до 21 април 2018 г. и последният човек в света, роден през 19 век. Наби Таджима е петият най-възрастен човек в историята, живяла 117 години и 260 дни. Към момента на смъртта си тя е 3-ият най-възрастен човек.

## Биография
Наби Таджима е родена на 4 август 1900 г. в село Уан, префектура Кагошима, Япония. Тя е най-голямата дъщеря в семейството. През 1911 г. завършва основно училище и започва работа като тъкачка. През 1919 г. се жени за Томиниши Таджима и ражда първото си дете. Двойката има 9 деца (7 сина и 2 дъщери).
След брака си Наби работи като производител на захарна тръстика. Известно време притежавала магазин за кафява захар с роднина. Наби продължава да работи на полето до около 80-годишна възраст. Съпругът ѝ умира през 1991 г. През 2002 г. се премества в старчески дом.
На 27 септември 2015 г., след смъртта на 115-годишна анонимна столетница от Токио, Наби Таджима става най-възрастната жива жена в Япония. На 15 септември 2017 г., тя става най-възрастният жив човек в света.
През януари 2018 г. Наби Таджима е хоспитализирана. Умира на 21 април 2018 г., на възраст 117 години и 260 дни.
Към момента на смъртта си има 9 деца, 28 внуци, 56 правнуци, 63 праправнуци и 4 прапраправнуци.